# Mont Cornin
Mont Cornin är en kulle i Schweiz. Den ligger i distriktet Monthey och kantonen Valais, i den sydvästra delen av landet, 80 km sydväst om huvudstaden Bern. Toppen på Mont Cornin är 1 105 meter över havet.